# Коробки передач Toyota серии A
Коробки передач серии А от Toyota Motor Corporation — семейство автоматических передне- , задне- и полноприводных автоматических коробок передач производства Aisin-Warner. Они имеют много общего с коробками Volvo AW7*, Aisin-Warner 03* , Mitsubishi v4aw* которые устанавливали в Suzuki, Mitsubishi и другие автомобили.
Маркировка данных коробок разделена на три секции:
- Буква А — автоматическая коробка Aisin-Warner.
- Две или три цифры:
  - Первые коробки из серии имеют две цифры:
    - Первая цифра обозначает поколение
    - Вторая цифра — модель

  - Более новые коробки передач имеет три цифры:
    - Первая цифра означает поколение (последовательность 1, 2, …, 9, А, B…).
    - Вторая цифра указывает на количество передач.
    - Последняя цифра представляет собой конкретное применение (модель).
- Буквы после цифр, обозначают особенности:
  - D — разделяет 3-скоростные серии A4x от 4-ступенчатой серии A4xD
  - Е — электронный контроль
  - F — привод на четыре колеса
  - H — полный привод с двигателем поперечного расположения
  - L — блокировка гидротрансформатора

## Ахх

### А10
Двухскоростная автоматическая, во многом на основе коробок GM Powerglide.

### А20
Двухступенчатая автоматическая

### А30
Toyoglide трёхступенчатая автоматическая
Применение (годы):
- 1970—1973 Corona
- Crown
- Mark II

### А40
Три скорости, автоматическая
Применение (годы):
- Carina 1600 RWD 08/75-04/84
- Carina 1800 RWD 04/81-04/84
- Celica 2000 RWD 01/78-07/82
- Corolla 1300 03/80-09/83
- Corona liftback 04/79-03/81
- Cressida 12/77-06/81
- Cressida 2000 05/81-09/82/
- Mark2 x30/x40 2000 1976—1980
- Crown 2600 05/77-03/80
- Starlet 1300 02/82-02/85 1978-80
- Toyota Pickup 2WD 2.2L I4 20R A40D

### A40D
Четырёхступенчатая автоматическая
Применение (годы):
- 1977—1980 Celica Supra
- 1983—1986 Celica Supra (Australia)
- 1981 Corona
- 1981Toyota Cressida
- 1982 Celica GT

### А41
Три скорости автоматической
Применение (годы):
- 1981—1984 Starlet KP61
- 1981—1984 Corolla KE70

### A42D
Четырёхступенчатая автоматическая
Применение (годы):
- 1987 Toyota Cressida
- 1982 Toyota Corolla (япония)

### A42DE
Четырёхступенчатая АКПП с блокировкой гидротрансформатора и частично электронным управлением (полностью электронные с 1998 года, под тем же индексом). Является модификацией A42D.
Применение (годы):
- 1985—1988 Toyota Cresta X70
- 1985—1988 Mark II X70
- 1988—1992 Toyota Cresta X80
- 1988—1996 Mark II X80
- 1992—1996 Toyota Cresta X90
- 1992—1996 Mark II X90
- 1996—2001 Toyota Cresta X100
- 1996—2000 Toyota Mark II X100
- 1996—2001 Mitsubishi L200
- 2001—2004 Toyota Mark II X110 (только 2.0L 2WD)

### A42DL
Четырёхступенчатая АКПП с блокировкой гидротрансформатора
Применение (годы):
- 1984—1987 Toyota Corolla SR5

### А43
Три скорости автоматическая
- 1981 Toyota Pickup 2WD 2.4L I4 22R/RE

### A43D
Четырёхступенчатая АКПП без блокировки гидротрансформатора.
Эта модель передачи без электронного управления.
заводское обозначение: Aisin Warner 03-71
Применение (годы):
- 1981 Toyota Celica Supra
- 1982—1985 Toyota Celica XX 2000G/S turbo
- 1982—1985 Volvo 240 2.1L Turbo I4 (AW71)
- 1985—1991 Volvo 740 2.3L Turbo I4 (AW71)
- 1985—1990 Volvo 760 2.3L Turbo I4 (AW71)
- 1985—1990 Volvo 760 2.8L V6 (AW71)
- 1988—1991 Volvo 780 2.3L Turbo I4 (AW71)
- 1987—1990 Volvo 780 2.8L V6 (AW71)
- 1991 Volvo 960 2.8L V6 (AW71 — Australia only)
- 1991—1995 Volvo 940 2.3L Turbo I4 (AW71)
- 1981 Toyota Pickup 2WD 2.4L I4 22R (California emissions only, Federal emissions used A43)
- 1982—1995 Toyota Pickup 2WD 2.4L I4 22R/RE
- 1982—1995 Toyota Cab/Chassis 2.4L I4 22R/RE (flatbed, cube, motorhome)
- 1995—2000 Toyota Tacoma 2WD 2.4L I4 2RZ
- 1982 Toyota Crown Royal 2.8L I6 5MG

| 1     | 2     | 3     | 4     | R     |
| ----- | ----- | ----- | ----- | ----- |
| 2.452 | 1.452 | 1.000 | 0.688 | 2.212 |

### A43DL
Четырёхступенчатая АКПП с блокировкой гидротрансформатора. На основе A43D.
заводское обозначение: Aisin Warner 03-71L
Применение (годы):
- 1983—1985 Toyota Cressida
- 1982—1985 Toyota Land Cruiser
- 1982 Toyota Celica Supra 1990—1992
- Volvo 740 2.3L Turbo I4 (AW71L)
- 1991—1997 Volvo 940 2.3L Turbo I4 (AW71L)

### A43DE
Четырёхступенчатая АКПП с блокировкой гидротрансформатора и электронным управлением. На основе A43D.
Применение (годы):
- 1982—1987 Toyota Cressida
- 1983—1986 Toyota Celica Supra
- 1992-up Suzuki Sidekick (4L30E)
- 1995—1998 Volvo 960/S90/V90 (AW30-43LE)

### A44D
Четырёхступенчатая АКПП без блокировки гидротрансформатора.
Эта коробка передач с электронным управлением с помощью электронного модуля управления переключением. Механически похожа на A43D.
Применение (годы):
- 1989—1991 4Runner
- 2001—2004 Toyota Tacoma 2WD 2.4L I4 2RZ

### A44DL
Четырёхступенчатая АКПП с блокировкой гидротрансформатора
Применение (годы):
- 1982—1991 Toyota Van
- 1989—1990 Volvo 740 GLE 16-Valve (AW72L)
- 1991 Volvo 940 GLE 16-Valve (AW72L)
- 1992—1995 Mitsubishi Montero 5 Dr. V43 (03-72L)(V4AW2) (Venezuela) by Supercheox
- 1992—1995 Mitsubishi L300 — (P04v) (Venezuela) by Supercheox
- 1997—1999 Hyundai Galloper (Venezuela)

### A45DL
Применение (годы):
- 1982—1990 Toyota Van

### A46DE
Четырёхступенчатая АКПП с блокировкой гидротрансформатора и электронное управление
Применение (годы):
- 1990—1999 Toyota Previa/Tarago (RWD, non-supercharged)
- 1990—2000 Toyota Estima (RWD, non-supercharged)
- 1990—2000 Toyota Estima Lucida (RWD, non-supercharged)
- 1990—2000 Toyota Estima Emina (RWD, non-supercharged)

### A46DF
Дифференциальный четырёх ступенчатая АКПП с блокировкой гидротрансформатора, электронных систем управления и вязкостной муфты
Применение (годы):
- 1990—1999 Toyota Previa/Tarago (AllTrac/4WD, non-supercharged)
- 1990—2000 Toyota Estima (4WD, non-supercharged)
- 1990—2000 Toyota Estima Lucida (4WD, non-supercharged)
- 1990—2000 Toyota Estima Emina (4WD, non-supercharged)

### A47DE
4-ступенчатая автоматическая коробка передач
Применение (годы):
- 1998—2005 Lexus IS 200

| 1    | 2    | 3     | 4     | R     | Главная Передача |
| ---- | ---- | ----- | ----- | ----- | ---------------- |
| 2.45 | 1.45 | 1.000 | 0.753 | 2.222 | 4.3              |

### А55
Трехступенчатая автоматическая, передний привод, продольно расположенная.
Применение (годы):
- 1979—1981 Toyota Tercel AL11
- 1982—1986 Toyota Tercel AL20

## A1xx
Переднеприводная КПП

### A130
Передаточные числа
| 1   | 2   | 3   | главная передача |
| --- | --- | --- | ---------------- |
| 2.5 | 1.5 | 1.0 | 3.578            |

### A131L
3 Скорость АКПП
Применение (годы):
- 1984—2002 Toyota Corolla
- 1985—1988 Chevrolet Nova
- 1989—2000 Geo Prizm

### A132L
3-Скоростная АКПП
Применение (годы):
- 1988—1999 Tercel (3 spd.)
- 1988—1992 Corolla European, Asian, Latin Markets (3 spd. auto)
- 1998 Toyota Starlet

### A140E
4 скорости электронное управление автоматической коробкой передач (ECT)
Применение (годы):
- 1997—2000 Chevrolet Prizm(4 cyl.)
- 1986—1989 Celica GT/GT-S (with ECT-S)
- 1994—1999 Celica GT 1999—2001
- Solara Camry (4 cyl.)

| 1    | 2     | 3     | 4     | R     |
| ---- | ----- | ----- | ----- | ----- |
| 2.81 | 1.549 | 1.000 | 0.706 | 2.296 |

### A140L
4 Скорость гидравлическим управлением автоматической коробкой передач (2-полосная Овердрайв)
Применение (годы):
- 1985-1986 Camry TurboDiesel 1986—1989 Celica ST/GT (без ECT)

## A2xx
Переднеприводная КПП

### A240L
4 Ступенчатая Автоматическая КПП
Применение (годы):
- 1985—1992 Corolla (4 spd.) (includes FX)

### A240E
4 Ступенчатая Автоматическая КПП
Заявки (календарных лет):
- 1984—1989 Toyota MR2
- 1988- Chevrolet Nova
- 1992 Toyota corona AT190

### A241E
4 Ступенчатая Автоматическая КПП
Применение (годы):
- 1990—2005 Celica GTS
- 1988—1989 MR2 S/C
- 1990—1999 MR2 2.2
- 1996—1997 RAV4
- 1992—1998 Corona
- 1998—2000 Avensis

### A241H
4-ступенчатая АКПП (полный привод)
Применение (годы):
- 1990—1992 Corolla (AWD)

### A241L
4 Ступенчатая Автоматическая КПП
Применение (годы):
- 1986—1987 Corona (Japan)
- 1990—1991 Celica GT
- 1988—1992 Carina II
- 1996—2000 Corolla

### A242L
4 Ступенчатая Автоматическая КПП
Применение (годы):
- 1995—1999 Tercel
- 1990—1996 Sera
- Early EP82 Starlet
- EP91 Starlet

### A243L
4 Ступенчатая Автоматическая КПП
Применение (годы):
- 1990—1993 Celica ST

### A242E
4 Ступенчатая Автоматическая КПП
Применение (годы):
- EP82 Starlet GT
- EP91 Glanza (Starlet)

### A244E
4-ступенчатая автоматическая коробка передач
Применение (годы):
- 1992—1999 Paseo

### A245E
4-ступенчатая коробка A245E был основан на A240E, используемых в MR2 1989, но была уменьшена в размере и весе
Применение (годы):
- 1993—1997 Toyota Corolla 1.6 4A-FE/4A-GE
- 1993—1998 Toyota Corolla 1.8 7A-FE
- 1999—2008 Toyota Corolla 1.8 1ZZ-FE
- 2003—2008 Toyota Corolla 1.8
- 1993—1997 Geo Prizm LSI 1.6

Количество дисков Б3 изменяется от 6 до 5 в 2005 году
Передаточные числа для этой передачи.
| 1-й     | 2-й     | 3-й     | 4-й     | R       |
| ------- | ------- | ------- | ------- | ------- |
| 3.643:1 | 2.008:1 | 1.296:1 | 0.892:1 | 2.977:1 |

### A246E
Применение (годы):
- 1994—1999 Toyota Celica ST,AT
- 2003—2007 Toyota Matrix (with VVT-i Engine)
- 2003—2008 Pontiac Vibe (same as Toyota Matrix engine 1ZZ-FE)
- 2000—2001 toyota Avensis 1.8 vvti 1ZZ-FE engine

## A3xx
Заднеприводные и полноприводные трансмиссии:

### A340H
4-ступенчатая автоматическая коробка передач (4х4)
Применение (годы):
- 988—1995 4x4 Trucks V6
- 1988—1995 Toyota 4Runner (4x4) с V6 и ECT (electronic controlled transmission)
- 1998—2005 Toyota Altezza Gita (GXE15W and JCE15W)
- 1987—2001 Jeep Cherokee 4.0L (AW4)
- 1987—1992 Jeep Comanche 4.0L (AW4)
- 1993—1993.5 Jeep Grand Cherokee 4.0L (AW4)
- 1988—1991 Isuzu Trooper 2.6 4 Cylinder
- 1993- 2004 Mark 2

| 1   | 2    | 3 | 4    | R    |
| --- | ---- | - | ---- | ---- |
| 2.8 | 1.53 | 1 | 0.71 | 2.39 |

### A340E (30-40LE)
Съёмный колокол имеет маркировку, указывающую на применение: буква «J» указывает на рядный шестицилиндровый двигатель серии JZ, «U» на V8 двигатель серии UZ.
Применение (годы):
- 1987—1992 Toyota Cressida (30-40LE)
- 1986—1993 Toyota Supra (MA70)
- 1986—1992 Toyota Supra (GA70)
- 1990—1993 Toyota Supra (JZA70)
- 1993—1996 Toyota Supra (двигатель 2JZ-GTE) (JZA80)
- 1990—2000 Toyota Chaser/Mark II/Cresta 2.5 (1JZ-GE)
- 1995—2013 Toyota Tacoma 2.7L I4 (2WD), 3.0L V6, 3.4L V6
- 1993—1995 Toyota T100 3.0L V6
- 1993—1998 Toyota Previa 2.4L w/supercharger
- 1991—1997 Toyota Aristo (2JZ-GE)
- 1992—2000 Lexus SC 300/400
- 1990—1995 Toyota Crown Majesta 3.0L I6
- 1999—2003 Toyota Crown Athlete V (1JZ-GTE)
- 1991—2000 Toyota Soarer
- 1995—1997 Lexus LS400
- 1989—2003 Toyota 4Runner (4x2) (30-40LE)
- 2001—2004 Toyota Sequoia (4x2)
- 2000—2004 Toyota Tundra (4x2)
- 2005—2007 Toyota Commuter 2.5L
- 1985—1995 Toyota Pick-Up 3.0L
- 1990—1994 Volvo 960 3.0L
- 2004—2009 Isuzu D-Max (4x2)3.5L V6
- 2004 Isuzu Axiom 3.5L V6
- 2004 Isuzu Rodeo 3.2L and 3.5L V6
- 2008 Isuzu d tec 3.0l 4x4

| 1     | 2     | 3 | 4     | R     |
| ----- | ----- | - | ----- | ----- |
| 2.804 | 1.531 | 1 | 0.705 | 2.393 |

### A340E? (30-40LS)
Использовалась только с двигателями 2JZ-GTE (две турбины). Главный корпус похож на общий A340E, но не взаимозаменяем, колокол имеет больший диаметр, больше гидротрансформатор и специальная гибкая пластина. Максимальная мощность ограничена до 500 (значительно выше, чем у стандартных A340E, используемых с атмосферным двигателем 2JZ-GE).
Применение (годы):
- 1997—2002 Toyota Supra RZ (JZA80)
- 1991—1997 Toyota Aristo 3.0V (JZS147)
- 1997—2004 Toyota Aristo V300 (JZS161)

### A340F
Применение (годы):
- 1985—2004 Toyota 4Runner
- 2000—2004 Toyota Tundra (4x4)
- 1985—1995 Toyota Pickup (4x4 w/ 4 cyl)
- 1996—1998 Toyota T-100 (4x4)
- 1995—2015 Toyota Tacoma (4x4)
- 2001—2004 Toyota Sequoia (4x4)

| 1-й   | 2-й   | 3-й   | О/Д   | R     |
| ----- | ----- | ----- | ----- | ----- |
| 2.804 | 1.531 | 1.000 | 0.705 | 2.393 |

### A341E (30-41LE)
Применение (годы):
- 1990—2000 Toyota Chaser/Mark II/Cresta 2.5 GT/Tourer V (1JZ-GTE)
- 1991—1997 Toyota Soarer 4.0L V8
- 1993—1995 Lexus GS 300
- 1992—1999 Lexus SC 400 GT-L V8 cdn spec.
- 1990—1994 Lexus LS 400
- 1988—1990 Toyota Crown Royal Saloon G 4.0 V8
- 1991—1995 Toyota Crown Majesta 4.0L V8
- 1992—1998 Volvo 2.9L I6 (AW30-40LE)

| 1     | 2     | 3     | О/Д   | R    | главная передача |
| ----- | ----- | ----- | ----- | ---- | ---------------- |
| 2.804 | 1.531 | 1.000 | 0.705 | 1.88 | 3.916            |

### A341F
A341F это изменённая A340F с режимом AWD на Toyota Sequoia.
Применение (годы):
- 2001—2004 Toyota Sequoia (4х4)

### A343E
Применение (годы):
- 2001—2004 Toyota Mark II iR-V (1JZ-GTE)

| 1-й     | 2-й     | 3-й     | О/Д     | R       |
| ------- | ------- | ------- | ------- | ------- |
| 2.804:1 | 1.530:1 | 1.000:1 | 0.753:1 | 2.393:1 |

### A343F
Применение (годы):
- 1990—1996 Toyota Hilux Surf 4x4 — 2.4 & 3.0 (4x4)
- 1993—1996 Toyota Land Cruiser Prado (3.0l)
- 1995—1997 Toyota Land Cruiser 80-series (4x4)
- 1998—2001 Toyota Land Cruiser 100-series (4x4)
- 1996—1998 Lexus LX 450 (4x4)
- 1998—2002 Lexus LX 470 (4x4)
- 2005—2014 Toyota Fortuner V 2.7 At (4x4)

| 1-й     | 2-й     | 3-й     | О/Д     | Обратный |
| ------- | ------- | ------- | ------- | -------- |
| 2.804:1 | 1.530:1 | 1.000:1 | 0.753:1 | 2.393:1  |

### A350E
5-ступенчатая автоматическая коробка передач
Применение (годы):
- 1996—1997 Lexus GS300

Примечание: заменена на A650E для 1998 модельного года.
Передаточные числа:
| 1-й     | 2-й     | 3-й     | 4-й     | 5-й     | R       |
| ------- | ------- | ------- | ------- | ------- | ------- |
| 2.804:1 | 1.978:1 | 1.531:1 | 1.000:1 | 0.705:1 | 2.394:1 |

## A4xx

### A440F
Тип: автоматическая 4-ступенчатая коробка передач с блокировкой гидротрансформатора. Полностью механическое/гидравлическое управление, без электрики или электроники. Кик-даун функция от механического дросселя. Подключается к внешним масляным радиатором. Использует ATF-II.
Применение:
- 1985—1992 Land Cruiser

### A442F
Применение (годы):
- 1993-early 1995 Land Cruiser 80 series
- 1998—2004 Land Cruiser 100 series (V8, 2UZ) (America)
- 1998—2004 Land Cruiser 100 series diesel (South Africa)

## A5xx
Переднеприводная КПП

### A540E
Применение (годы):
- 1988—1998 Camry (V6)
- 1993 Camry (V6)
- 1992—1993 Lexus ES300
- 1998—2000 Sienna
- 1996 Camry

### A540H
Применение (годы):
- 1989—1991 Camry (4-cyl AWD)
- 1996—1999 RAV4 (4x4)

| 1    | 2     | 3 | 4     | R     | Конечная Передача |
| ---- | ----- | - | ----- | ----- | ----------------- |
| 2.81 | 1.549 | 1 | 0.734 | 2.296 | 4.404             |

### А541Е
Применение (годы):
- 1994—2001 Тойота Камри (В6)
- 1995—2004 Тойота Авалон
- 1999—2003 Тойота Солара (В6)
- 2001—2003 Тойота Сиенна
- 1994—1998 Лексус еѕ 300

(США 1997—2004) передаточные числа
| 1    | 2     | 3 | 4     | R     | Конечная Передача |
| ---- | ----- | - | ----- | ----- | ----------------- |
| 2.81 | 1.549 | 1 | 0.735 | 2.296 | 3.625             |

Австралия 2000—2004 передаточные числа
| 1    | 2     | 3 | 4     | R     | Конечная Передача |
| ---- | ----- | - | ----- | ----- | ----------------- |
| 2.81 | 1.549 | 1 | 0.735 | 2.296 | 3.973             |

## A6xx
заднеприводные

### A650E
5-ступенчатая автоматическая коробка передач
I6 и V8 в версии похожи. Однако двигатель V8 версии имеют незначительные внутренние улучшения, чтобы справиться с возросшим крутящим моментом (35-50LS?).
Применение (годы):
- Lexus GS 300 1998—2005
- 1998—2000 Lexus GS 400
- 1998—2000 Lexus GS 400
- 2001—2005 Lexus GS 430
- 2001—2005 Lexus IS 300
- 1998—2005 Toyota Altezza RS 200
- 2001—2005 Toyota Altezza Gita JCE10W
- 2001—2003 Lexus LS 430
- 1998—2000 Lexus SC 400
- 2001—2005 Lexus SC 430
- 2000—2004 Toyota Crown Majesta 4.0

| 1     | 2     | 3     | 4     | 5     | R     |             |
| ----- | ----- | ----- | ----- | ----- | ----- | ----------- |
| 3.357 | 2.180 | 1.424 | 1.000 | 0.753 | 3.431 | Варьируется |

Оценка максимальная мощность: 325 л. с.

## A7xx
заднеприводные

### A750E
5-ступенчатая автоматическая коробка передач
Применение (годы):
- 2005—2009 Toyota 4Runner (BA bell housing)
- 2005- Toyota Tacoma (V6)
- 2007—2011 Toyota FJ Cruiser
- 2005—2009 Toyota Tundra
- 2004—2009 Toyota Sequoia

### A750F
5-ступенчатая автоматическая коробка передач (4х4)
Применение (годы):
- 2003- Toyota 4Runner (4x4)
- 2005—2015 Toyota Tacoma (V6 4x4)
- 2005—2009 Toyota Tundra (4x4)
- 2004—2009 Toyota Sequoia (4x4)
- 2007- Toyota FJ Cruiser (4x4)
- 2009 Toyota FJ Cruiser (Canada V6 4x4)
- 2003—2007 Toyota Land Cruiser 100-series (4x4)
- 2003—2009 Lexus GX 470 (4x4)
- 2003—2007 Lexus LX 470 (4x4)
- 2005- Toyota Land Cruiser Prado 4.0, 3.0 D4D (4x4) European version
- 2005- Toyota Fortuner 4.0L
- 2005- Toyota Hilux 4x4 (European Version Only)

| 1    | 2     | 3   | 4 | 5     | R     | Конечная Передача |
| ---- | ----- | --- | - | ----- | ----- | ----------------- |
| 3.52 | 2.042 | 1.4 | 1 | 0.716 | 3.224 | 3.583             |

### A760E
6-ступенчатая автоматическая коробка передач
Применение (годы):
- 2006 Lexus GS 300
- 2006 Lexus IS 350
- 2007 Lexus GS 350
- 2007 Lexus IS 350
- 2010 Toyota Tundra 4.6L
- 2010 Toyota Sequoia 4.6L

### A760F
- 2010 Toyota Tundra 4.6L 4WD
- 2010 Toyota Sequoia 4.6L 4WD
- 2010 Lexus GX 460

| 1    | 2     | 3   | 4     | 5    | 6    | R     | Конечная Передача |
| ---- | ----- | --- | ----- | ---- | ---- | ----- | ----------------- |
| 3.52 | 2.042 | 1.4 | 1.000 | .716 | .586 | 2.393 | 3.909             |

### A760H
6-ступенчатая автоматическая коробка передач
Применение (годы):
- 2006 Lexus GS 300 (AWD)
- 2007 Lexus GS 350 (AWD)
- 2007 Lexus IS 250 (AWD)
- 2008 Lexus GS 350 (AWD)
- 2009 Lexus GS 350 (AWD)

| 1    | 2     | 3   | 4     | 5    | 6    | R     | Конечная Передача |
| ---- | ----- | --- | ----- | ---- | ---- | ----- | ----------------- |
| 3.52 | 2.042 | 1.4 | 1.000 | .716 | .586 | 3.224 | 3.909             |

### A761E
6-ступенчатая автоматическая коробка передач
Применение (годы):
- 2004—2006 Lexus LS 430
- 2006—2007 Lexus GS 430
- 2006—2010 Lexus SC 430

| 1     | 2     | 3     | 4     | 5    | 6    | R     |
| ----- | ----- | ----- | ----- | ---- | ---- | ----- |
| 3.296 | 1.958 | 1.348 | 1.000 | .725 | .582 | 2.951 |

## A8xx
заднеприводная

### A860E
6-ступенчатая автоматическая коробка передач
Применение (годы):
- Toyota Dyna Cargo (JDM)
- Hino Dutro
- Hino 300

## A9xx
заднеприводная

### A960E
Применение (годы):
- 2006 Lexus GS 300
- 2007 Lexus IS 250
- 2008 Toyota Crown 2500CC
- 2012-present Toyota 86/Scion FR-S/Subaru BRZ

| 1     | 2    | 3     | 4     | 5     | 6     | R     |
| ----- | ---- | ----- | ----- | ----- | ----- | ----- |
| 3.538 | 2.06 | 1.404 | 1.000 | 0.713 | 0.582 | 3.168 |

## AAxx
Полноприводная трансмиссия/задний

### AA80E
8-ступенчатая автоматическая коробка передач
Применение (годы):
- 2007-present Lexus LS 460
- 2008—2011 Lexus GS 460
- 2008-present Lexus IS F
- 2009—2013 Toyota Crown Majesta
- 2014-present Cadillac CTS (Aisin TL-80SN variant)
- 2016-present Lexus RC F
- 2016-present Lexus GS F

Передаточные отношения:
| 1       | 2       | 3       | 4       | 5       | 6       | 7       | 8       | Р       |
| ------- | ------- | ------- | ------- | ------- | ------- | ------- | ------- | ------- |
| 4.596:1 | 2.724:1 | 1.864:1 | 1.464:1 | 1.231:1 | 1.000:1 | 0.824:1 | 0.685:1 | 2.176:1 |

AA80E (заводской индекс TL-80SN) становится первой в мире восьмиступенчатой автоматической коробкой.
Гидротрансформатор может блокироваться со 2-й по 6-ю передачу.

### AA80F
8-ступенчатая автоматическая коробка передач. Передаточные числа как на  AA80E.
Применение (годы):
- Lexus LS 460
- Lexus LX570
- Land Cruiser 5.7

### AA81E
Пара с Toyota 2GR-FSE с двигателем V6.
- 2014- Lexus GS 350 (2.937 final drive)
- 2014- Lexus IS 350 (3.133 final drive)
- 2015- Lexus RC 350
- 2013- Toyota Crown Athlete

## AB6xx
задний привод

### AB60E
6-Ступенчатая Автоматическая Коробка Передач
Муфты гидротрансформатора на 4-й, 5-й и 6-й передачах. Электронное управление. Двух овердрайвов.
Применение (годы):
- 2007- Toyota Tundra 5.7L
- 2010- Toyota Tundra 4.6L
- 2008- Toyota Sequoia 5.7L
- 2010- Toyota Sequoia 4.6L

Передаточные отношения:
| 1       | 2       | 3       | 4       | 5       | 6       | R       |
| ------- | ------- | ------- | ------- | ------- | ------- | ------- |
| 3.333:1 | 1.960:1 | 1.353:1 | 1.000:1 | 0.728:1 | 0.588:1 | 3.061:1 |

### AB60F
6-Ступенчатая автоматическая коробка передач
Муфты гидротрансформатора на 5-й и 6-й передачах.
Применение (годы):
- 2007- Toyota Tundra 5.7L (4x4)
- 2010- Toyota Tundra 4.6L (4x4)
- 2008- Toyota Sequoia 5.7L (4x4)
- 2010- Toyota Sequoia 4.6L (4x4)
- 2009 Lexus LX 570 (4x4)